# 和平溪乡
和坪溪乡，是中华人民共和国湖南省怀化市麻阳苗族自治县下辖的一个乡镇级行政单位。

## 行政区划
和坪溪乡下辖以下地区：
和平溪村、上进村、金溪村、毛坪村、珠宝寨村、株木村、桃树坪村、竹子青村、大木村和大溪村。